# Liste der Monuments historiques in Lampaul-Ploudalmézeau
Die Liste der Monuments historiques in Lampaul-Ploudalmézeau führt die Monuments historiques in der französischen Gemeinde Lampaul-Ploudalmézeau auf.

## Liste der Bauwerke
| Bezeichnung                                              | Beschreibung | Standort | Kennzeichnung | Schutzstatus | Datum | Bild           |
| -------------------------------------------------------- | ------------ | -------- | ------------- | ------------ | ----- | -------------- |
| Allée couverte von Ribl                                  |              | (Lage)   | PA00090021    | Classé       | 1940  | weitere Bilder |
| Kirche St-Paul-Aurélien                                  |              | (Lage)   | PA00090022    | Inscrit      | 1926  | weitere Bilder |
| Ruine des Manoir de Roscervo (Herrenhaus) mit Taubenturm |              | (Lage)   | PA00090023    | Inscrit      | 1984  | weitere Bilder |

## Liste der Objekte
- Monuments historiques (Objekte) in Lampaul-Ploudalmézeau in der Base Palissy des französischen Kultusministeriums